# Леонід Коровник
Леонід Коровник — український перекладач, поет.

## Біографія
Народився 14 жовтня 1930 р. в с. Почино-Софіївка Магдалинівського району Дніпропетровської області.
У 1949 р. приїхав до Канади. У 1955 р. закінчив Технологічний коледж у Торонто. Працював на різних роботах: був пастором Баптистської церкви у містах Сван-Рівер, Саскатуні та Едмонтоні (1956–1976 рр.), працював техніком у Технологічному інституті Північної Альберти у землемірному відділі (1976–1994 рр.).

## Творчість
Леонід Коровник — відомий перекладач теологічної літератури з англійської на українську мову. Перекладати почав після зустрічі з головою баптистського руху в Україні Яковом Духонченком, під час приїзду останнього до Канади. Його поезія, переважно релігійного спрямування, друкувалась в україномовній періодиці Канади. За ініціативою Леоніда Коровника до 1000 — ліття хрещення Руси-України на світ появилося унікальне видання — «Біблійна симфонія» українською мовою, своєрідний конкорданс Біблії, перекладеної митрополитом Іларіоном. У 2003 р. вийшла друком його збірка «Струмені в пустелі» (Едмонтон-Київ), до якої увійшли твори, написані протягом 1991–2002 рр. 25 червня 1999 р. Л. Коровника було прийнято в члени Наукового Товариства ім. Шевченка у Канаді.
Окремі видання:
- Коровник Л. Вірші // Хрестоматія з української літератури в Канаді. – Едмонтон, 2000. – С. 156-157.